# Overton, Texas
Overton är en ort i Rusk County, och Smith County, i Texas. Vid 2010 års folkräkning hade Overton 2 554 invånare.

## Kända personer från Overton
- Earle B. Mayfield, politiker